# Jugel
Jugel ist ein Stadtteil von Johanngeorgenstadt im Erzgebirgskreis. Die Streusiedlung unterteilt sich in Ober- und Unterjugel und erstreckt sich unmittelbar entlang der deutsch-tschechischen Grenze vom Jugelbach im Lehmergrund (708 m) bis zum bewaldeten Kamm des Westerzgebirges (873 m). In der Nähe liegt der 980 Meter hohe Scheffelsberg. Jugel ist ein Ausflugsort für Wanderer und Wintersportler.
Der Ort ist mit der Eisenbahn über Zwickau–Aue–Schwarzenberg–Johanngeorgenstadt und mit dem Auto über die Staatsstraße 272 Schwarzenberg–Johanngeorgenstadt–Wildenthal zu erreichen.

## Geschichte

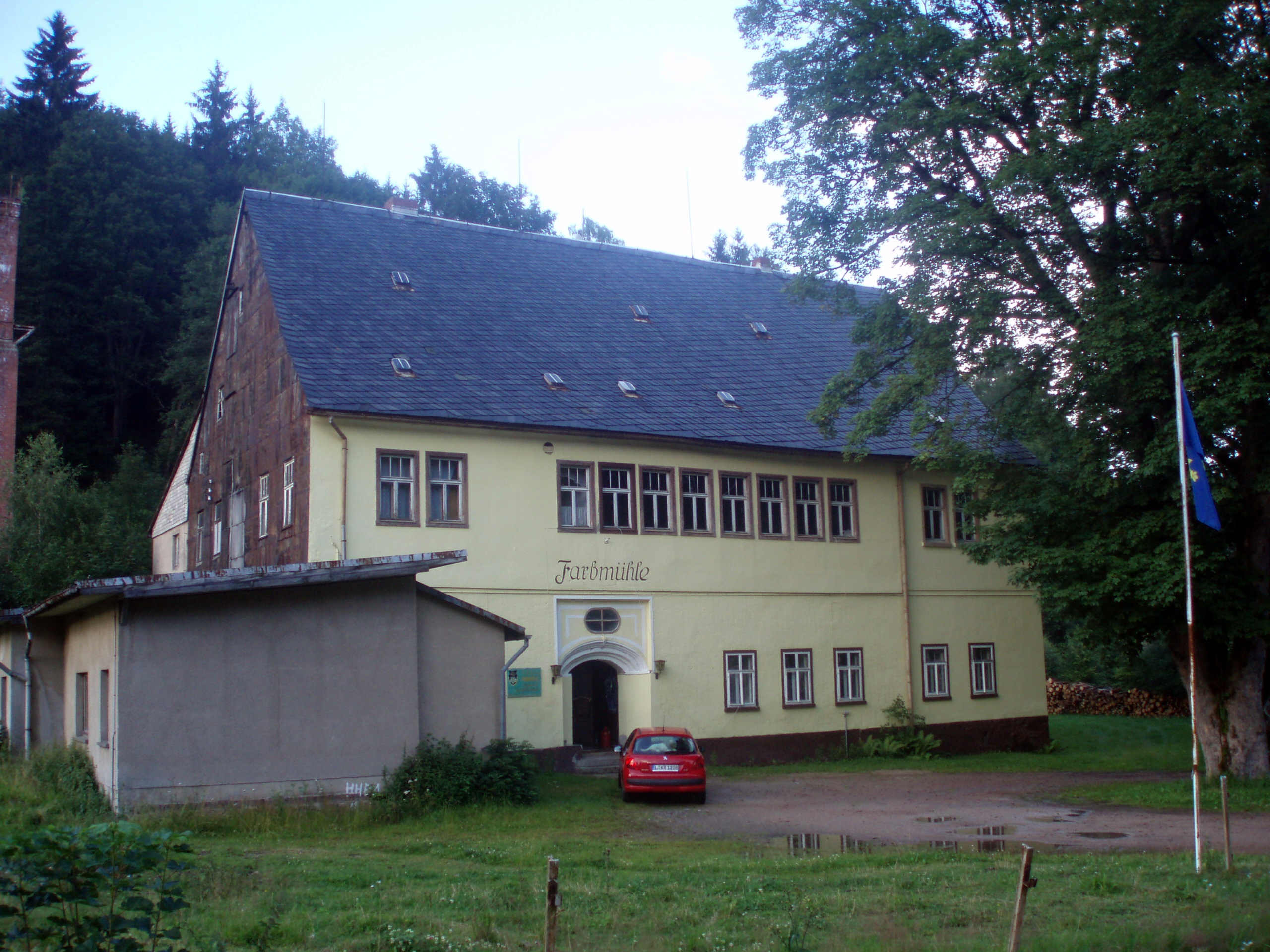
Farbmühle in Jugel

Die Gründung des Ortes geht auf den Bergbau im 16. Jahrhundert zurück. Der 1813 gemutete Fünf-Brüder-Stolln wurde bald eingestellt.
1561 ist die Bezeichnung „an der Gugell“ urkundlich verbürgt. 1571 baute Sebastian Preißler im späteren Oberjugel eine Glashütte mit acht Wohnhäusern, in der Scheibenglas, Gläser und Humpen für den kursächsischen Hof in Dresden hergestellt wurden. Die Glashütte ging zu Beginn des 18. Jahrhunderts ein.
Zu Oberjugel gehören heute auch die Häuser von Henneberg mit einer Ausflugsgaststätte unweit des Kleinen Kranichsees (928 m), eines Hochmoors, das unter Naturschutz steht.
In Unterjugel wurden mit der Wasserkraft des Jugelbaches eine Brettmühle und eine Farbmühle Johann Gabriel Löbels, eines Enkels Preißlers, zur Herstellung von Kobaltblau betrieben. Löbels Mühle, das Blaufarbenwerk Unterjugel, ging 1668 in den Besitz des sächsischen Kurfürsten Johann Georg II. über und wurde 1677 mit dem Blaufarbenwerk Oberschlema vereinigt. Heute befindet sich auf dem vermutlichen früheren Standort der ehemalige Gasthof Farbmühle.

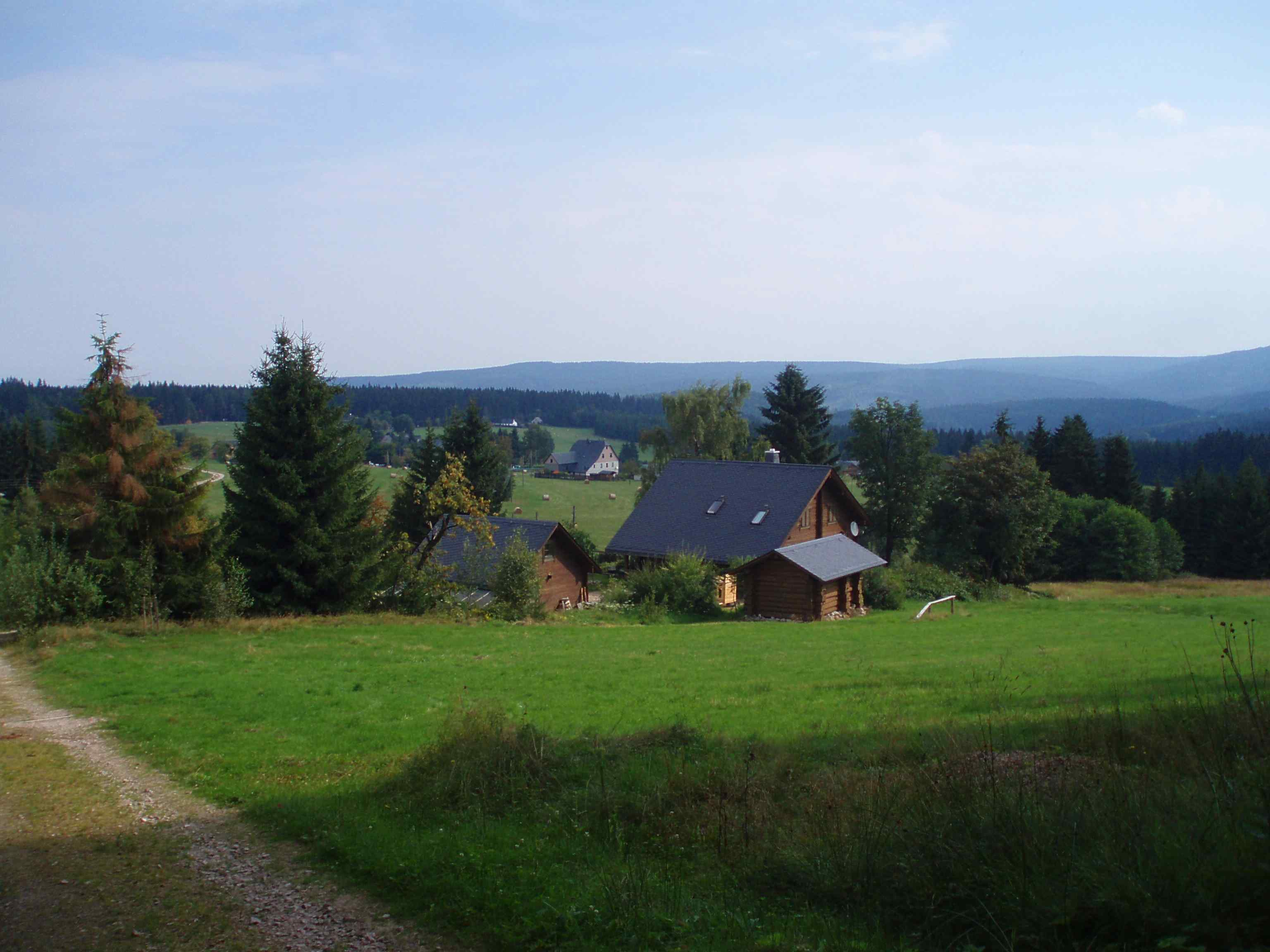
Am Südostrand von Oberjugel

1935 wurde Jugel gemeinsam mit Wittigsthal nach Johanngeorgenstadt eingemeindet.

## Tourismus
Ein Grenzübergang an der Farbenleithe kann im Winter von Skiwanderern benutzt werden, um zur Skimagistrale Erzgebirge/Krušné hory in Richtung Horní Blatná oder Jelení zu gelangen. Neben dem „Wanderheim“ und dem „Erbgericht“ existieren mehrere weitere Privatvermieter.